# Jaded (Disclosure)
Jaded è un singolo del duo di musica elettronica britannico Disclosure, pubblicato nel 2015 ed estratto dal secondo album in studio Caracal.
Il brano è stato scritto da Howard Lawrence, James Napier e Sam Romans.

## Tracce
- Download digitale

1. Jaded – 4:35

- Download digitale – The Remixes[1]

1. Jaded (Lone Remix) – 5:07
2. Jaded (Hermitude Remix) – 3:47
3. Jaded (Dense & Pika Remix) – 6:31
4. Jaded (Jammer Remix) – 3:45
5. Jaded (Kerri Chandler Kaoz 623 Dub) – 6:25